# ロンドン・ダービー
ロンドン・ダービー（英 : London Derbies）は、イングランド（イギリス）のロンドンに本拠地を置くサッカークラブ同士が対戦するダービーマッチのことである。

## ロンドンのサッカークラブ
2021-22シーズンは、プレミアリーグ (1部)とフットボールリーグ (2部から4部相当)にグレーター・ロンドンを本拠地とする計12のクラブが参戦している。かつてはテムズAFCとウィンブルドンFCも参戦していた。
| ディビジョン                                     | クラブ |
| ------------------------------------------------ | --- |
| プレミアリーグ (1部)                             | トッテナム・ホットスパー チェルシー クリスタル・パレス ウェストハム・ユナイテッド ブレントフォードFC フラムFC アーセナル |
| フットボールリーグ・チャンピオンシップ (2部相当) | ミルウォール クイーンズ・パーク・レンジャーズ                                                                            |
| フットボールリーグ1 (3部相当)                    | AFCウィンブルドン チャールトン・アスレティック                                                                           |
| フットボールリーグ2 (4部相当)                    | レイトン・オリエントFC                                                                                                   |

## 主要なロンドン・ダービー
- ノース・ロンドン・ダービー

アーセナルFCとトッテナム・ホットスパーFCの間で行われるダービーである。1913年にアーセナルが本拠地をハイベリー地区に移転させてからライバル意識が生まれ、特に1919年にアーセナルがフットボールリーグ1（当時1部相当）に昇格してからライバル意識が顕著になった。他のダービーに比べて両クラブの成績は似通っており、最も熱いロンドン・ダービーの一つ。
- サウス・ロンドン・ダービー

チャールトン・アスレティックFC、ミルウォールFC、クリスタル・パレスFC、AFCウィンブルドンの4クラブ間で行われるダービーである。ミルウォールはウェストハム・ユナイテッドFCに対して激しいライバル心を燃やしているが、近隣のチャールトン・アスレティックとクリスタル・パレスに対してもライバル意識を抱いている。AFCウィンブルドンは2010-11シーズン終了後に初めてフットボールリーグ（2部から4部相当）に昇格し、チャールトン・A、クリスタル・パレス、ミルウォールのひとつないしふたつ下のディヴィジョンでプレーしている。
- ウェスト・ロンドン・ダービー

チェルシーFC、フラムFC、クイーンズ・パーク・レンジャーズFC、ブレントフォードFCの4クラブ間で行われるダービーである。1970年代から1980年代にかけて、フラムは下部リーグに在籍しており、チェルシーと定期的に対戦することはなかったが、フラムは2000-01シーズン終了後にプレミアリーグに昇格し、両者のライバル意識が再燃した。1960年代以降、QPRはチェルシーに対するライバル意識を高めていったが、チェルシーのサポーターは応じなかった。1995-96シーズン終了後にはQPRがプレミアリーグ（現1部）から降格し、2010-11シーズン終了後に再びプレミアリーグに返り咲きライバル意識が再燃した。
- ミルウォールFC対ウェストハム・ユナイテッドFC

南ロンドンと東ロンドンの対決と言えるのが、ミルウォールFCとウェストハム・ユナイテッドFCの間で行われるダービーである。歴史的にウェストハム・Uがミルウォールよりも上位のディヴィジョンに在籍していることが多く、近年は対戦の機会が少ない。しかし、両者の本拠地が物理的に近接しており、敵対する港湾労働者によって両クラブが設立されたという歴史的経緯から、両者のダービーの歴史は暴力で彩られている。この対戦はロンドン・ダービーの中で最も辛辣とも言われ、このダービーを題材にした映画も撮られている。2009年8月にカーリング・カップで顔を合わせた際には、アップトン・パークでウェストハム・Uが3-1で勝利したが、両者のサポーターによる暴力事件が発生した。2010-11シーズン終了後にウェストハム・Uがフットボールリーグ・チャンピオンシップ（2部相当）に降格し、両者は2004-05シーズン以来となる同一ディヴィジョン所属となった。

## その他のロンドン・ダービー
アーセナルとチェルシーは、プレミアリーグのみならず欧州カップ戦の舞台でも対戦しており、ビッグロンドン・ダービーと呼ばれることがある。スティヴネイジFCなど、ロンドン郊外に本拠地を置くクラブ同士の対戦もまたロンドン・ダービーと呼ばれることがある。